# Киевский путепровод
Ки́евский путепрово́д — автодорожный путепровод в Москве в составе ТТК; Идентификатор мостового сооружения: 90931. Район Дорогомилово, ЗАО.

## Расположение
Адрес: г. Москва, Киевский путепровод. С одной стороны находится Кутузовская пятиуровневая развязка; с другой — Бережковский мост.

## История
Киевский автодорожный путепровод в Москве, входящий в состав ТТК, был построен к концу 1999 года и открыт 11 декабря 1999 года; идентификатор мостового сооружения: 90931.

### Реконструкция
Капитальный ремонт мостового полотна путепровода автодорожного // Киевская ж.д. // ТТК:
- Заказчик: ГБУ «Гормост»
- Срок выполнения работ: январь 2020 г. — октябрь 2020 г.

- Восстановление разрушенного слоя бетона цоколей перильного ограждения — 216 м2
- Разборка и устройство железобетонных цоколей барьерного ограждения — 177,1 м3
- Окраска цоколей перильного и барьерного ограждений — 1669 м2
- Замена деформационных швов с устройством переходных зон Silikal R17 — 132,24 м
- Окраска перильного ограждения — 1194 м2
- Ремонт железобетонной плиты пролетного строения — 2731,025 м2
- Устройство гидроизоляции плиты проезжей части — 11926 м2
- Устройство дренажной системы (козинаки) — 1247 м
- Устройство монолитных блоков лежней и переходных плит — 26,9 м3
- Устройство асфальтобетонных покрытий — 13932 м2,
- Замена барьерного ограждения — 1349 м
- Нанесение горизонтальной дорожной разметки — 472,718 м2